# Upplands tremänningsregemente till häst
Upplands tremänningsregemente till häst var ett kavalleriregemente i svensk tjänst åren 1700–1719. 

## Historia
Våren 1701 till Livland; sedan vid konungens armé. Fånget efter Poltava. En mindre del i Riga, fången där 1710. Nyuppsatt 1712. Vid armén i Uppland 1714 och 1715. Norska fälttåget 1716. Sedan i hemlandet. Upplöst 1719, varvid en del av manskapet insattes i Upplands ståndsdragonregemente.

## Förbandschefer
- 1700–1712: C. G. Kruse
- 1712–1716: F. v. Köhler 1712
- 1716–1719: C. G. Bjelke 1716